# Gilbert MacKereth
Sir Gilbert MacKereth, KCMG MC (* 19. Oktober 1892 in Salford, Greater Manchester; † 11. Januar 1962 in Donostia) war ein britischer Diplomat.

## Leben
Seine Eltern waren Annie MacKereth (geborene Bolton) und Thomas MacKereth (* 1864 in Eccles) ein Bankdirektor.
Gilbert MacKereth war Versicherungsagent, als er am 19. November 1914 zu den Lancashire Fusiliers rekrutiert wurde.
Als Teil von Kitcheners Armee war das 21st Battalion, Royal Fusiliers in Epsom am 11. September 1914 gegründet worden.
Kitschner appellierte an die „Public Schools and University Mens Force“, um die personellen Ressourcen für das Kriegshandwerk zu mobilisieren, seine Einheit wurde entsprechend auch als 4th Public Schools Battalion bezeichnet und in Frankreich in der 98th Brigade als Teil der 33rd Division eingesetzt.
Mackereth wurde vom 6. Juli 1916 bis 4. Februar 1917 zum Leutnant befördert.
Vom 27. Februar bis 24. April 1916 war er im Generalstab von Douglas Haig, 1. Earl Haig eingesetzt und erhielt anschließend ein Kommando.
1916 wurde er zum Bataillonskommandeur befördert.
Im April 1917 bei der Einnahme von Gricourt nach dem deutschen Rückzug auf die Hindenburg-Linie, rettete er eine Gruppe von Soldaten aus dem Niemandsland, wofür er am 18. Juni 1917 er mit dem Military Cross ausgezeichnet wurde.

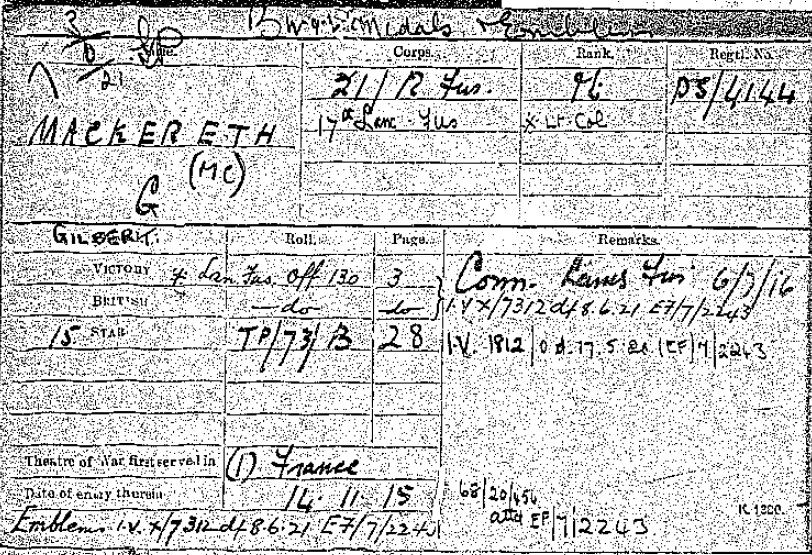
Seine Medaillenverzeichnis zeigt, dass er am 14. November 1915 zum ersten Mal an die Front geriet. Er durfte die British War Medal, den 1914–15 Star und die Victory-Medaille an einem Band mit einem Eichenlaub tragen.

Vom 1. Mai 1917 bis 19. Juni 1918 war er Adjutant und am 3. August 1917 war er auf dem Posten eines Obersts im Einsatz. Am 21. August 1917 wurde er bei einem Angriff auf einen Wald bei Chambrai am Bein verletzt. Am 15. Juni 1918 wurde er wieder bei den 17th Battalion Lancashire Fusiliers eingesetzt. Am 4. Juli 1918 wurde er mit Wirkung zum 21. Mai 1918 zum Major befördert und war stellvertretender Bataillonskommandeur.
Am 26. August 1918 wurde er zum Oberstleutnant befördert und hatte bis zum 3. September 1918 das Kommando über das 17. Bataillons der Lancashire Fusiliers.
Als Oberstleutnant hatte er vom 29. Oktober 1918 bis 24. April 1919 das Kommando.
Er verließ die Armee am 24. April 1919 und trat in den Auswärtigen Dienst.
1921 war er im Völkerbundsmandat für Palästina in Jerusalem und heiratete Muriel MacKereth.
Er war im Dienstrang eines Vizekonsuls ab 1. April 1923 in der internationalen Zone von Tanger und ab 18. Oktober 1923 in Fès in Französisch-Marokko. Mit Amtssitz in Fés wurde im November 1926 sein Amtsbereich erweitert.
Am 2. November 1930 wurde er nach Addis Abeba versetzt. Vom 10. Januar 1933 bis 1939 war er mit Amtssitz Damaskus Vizekonsul für die Sandschaks Damaskus, Homs, Hama, Hauran werden und das Gouvernement des Djebel Drusen im Völkerbundmandat für Syrien und Libanon.
Zahlreiche jüdischen Einwanderer waren vor dem Nationalsozialismus aus dem Deutschen Reich nach Palästina geflohen. 1937 empfahl MacKereth eine Intensivierung der Grenzüberwachung um Palästina, um Waffenschmuggel und terroristischer Infiltration entgegenzuwirken.
Zum Geburtstag von Georg VI. (Vereinigtes Königreich) am 14. Dezember 1939 wurde Gilbert MacKereth in den Order of St. Michael and St. George als Companion aufgenommen.
Am 11. März 1940 wurde MacKereth zum Generalkonsul in Addis Abeba in Italienisch-Ostafrika ernannt.
Am 30. April 1941 wurde MacKereth zum Generalkonsul in Ankara ernannt. Am 25. März 1945 wurde MacKereth zum Generalkonsul in Rabat in Spanisch-Marokko ernannt. Von Juni 1944 bis Januar 1945 war MacKereth Counsellor an der britischen Gesandtschaft in Beirut,
Edward Spears ein britischer Vertrauenmann zu Charles de Gaulle bemühte sich vergeblich, Gilbert MacKereth Misswirtschaft nachzuweisen.
Am 13. März 1946 wurde er zum Konsul vierten Grades befördert und zum Generalkonsul im Niederländisch-Indien ernannt.
Im Ruhestand lebte Gilbert MacKereth in Donostia, wo er 1962 starb.